# Matei Castriș
Matei Castriș (n. 6 noiembrie 1863 - d. 1924, București) a fost unul dintre generalii Armatei României din Primul Război Mondial.
A îndeplinit funcția de comandant de divizie în campania anului 1916. I s-a luat comanda din cauza manierei ezitante de conducere a trupelor din subordine, care a dus la eșecul acțiunii de ocupare a orașului Sibiu, în perioada inițială a campaniei.

## Cariera militară
După absolvirea școlii militare de ofițeri cu gradul de sublocotenent, Matei Castriș ocupat diferite poziții în cadrul unităților de infanterie sau în eșaloanele superioare ale armatei, cele mai importante fiind cele de comandant al Regimentului 1 Grăniceri sau al Brigăzii 18 Infanterie.
În perioada Primului Război Mondial a îndeplinit funcția de comandant al Brigăzii 1 Grăniceri, în perioada 14/27 august - 28 august/10 septembrie 1916 și al Diviziei 23 Infanterie, în perioada 28 august/10 septembrie - 9/22 septembrie 1916.

## Decorații
- Ordinul „Steaua României”, în grad de ofițer (1913)
- Ordinul „Coroana României”, în grad de ofițer (1903)
- Medalia „Avântul Țării” (1913)
- Crucea „Meritul Sanitar” (1914).[2]:p. 432